# Wilfried Paulsen
Wilfried Paulsen (31. července 1828, (Blomberg – 6. února 1901, tamtéž) byl německý šachový mistr, starší bratr jiného německého šachisty Louise Paulsena.
Wilfried Paulsen byl povoláním zemědělec, nebyl šachovým profesionálem a hrál především na regionálních německých turnajích.

## Turnajové výsledky Wifrieda Paulsena
- třetí až páté místo v Düsseldorfu roku 1862 (celkem osm účastníků, zvítězil Max Lange),[2]
- druhé místo v Düsseldorfu roku 1863, kdy prohrál s Maxem Langem až v tie-breaku 1,5:0,5 (celkem dvanáct hráčů),[3]
- první místo v Kolíně nad Rýnem roku 1867 (celkem čtyři účastníci),[4]
- třetí a čtvrté místo (společně s Johannesem Zukertortem) v Cáchách roku 1868 (celkem pět účastníků, zvítězil Max Lange před Adolfem Anderssenem),[5]
- páté místo v Brémách roku 1869 (celkem šest hráčů, zvítězil Adolf Anderssen,[6]
- šesté (poslední) místo v Krefeldu roku 1871 (zvítězil jeho bratr Louis Paulsen),[7]
- první místo v Düsseldorfu roku 1876 (celkem čtyři účastníci),[8]
- jedenácté až dvanácté (poslední) místo v Lipsku roku 1877 (zvítězil jeho bratr Louis Paulsen),[9]
- páté místo ve Frankfurtu roku 1878 (celkem deset hráčů, zvítězil jeho bratr Louis Paulsen),[10]
- desáté místo v Lipsku roku 1879 (celkem dvanáct hráčů, zvítězil Berthold Englisch),[11]
- šesté místo v Braunschweigu roku 1880 (celkem jedenáct hráčů, zvítězil jeho bratr Louis Paulsen),[12]
- jedenácté místo ve Wiesbadenu roku 1880 (celkem šestnáct hráčů, zvítězili Joseph Henry Blackburne, Berthold Englisch a Adolf Schwarz)[13]
- jedenácté místo v Berlíně roku 1881 (celkem osmnáct hráčů, zvítězil Joseph Henry Blackburne),[14]
- patnácté místo v Norimberku roku 1883 (celkem devatenáct hráčů, zvítězil Simon Winawer),[15]
- šestnácté až sedmnácté místo v Hamburku roku 1885 (celkem osmnáct hráčů, zvítězil Isidor Gunsberg),[16]
- páté až šesté místo v Lipsku roku 1888 (celkem osm hráčů, zvítězili Curt von Bardeleben a Fritz Riemann),[17]
- šestnácté až sedmnácté (poslední) místo v Drážďanech roku 1892 (zvítězil Siegbert Tarrasch),[18]